# Zelandobius kuscheli
Zelandobius kuscheli är en bäcksländeart som beskrevs av Mclellan 1993. Zelandobius kuscheli ingår i släktet Zelandobius och familjen Gripopterygidae. Inga underarter finns listade i Catalogue of Life.